# Саллюстий (философ)
Саллю́стий (лат. Sallustius, IV в.) — античный философ-неоплатоник Пергамской школы неоплатонизма, ученик Ямвлиха (предп.), друг императора Юлиана (предп.).

## Биография
Сведения о Саллюстии почти отсутствуют. Неизвестны ни место его рождения, ни годы жизни, ни вообще что-либо из его биографии. Даже само имя Саллюстия колеблется, так как напр. Евнапий говорит не о Саллюстии, а о неком Саллютии, который, вероятно, и был Саллюстием. Вероятно предположение, что Саллюстий — это Флавий Саллюстий, которого Юлиан упоминает в своих сочинениях несколько раз (напр. в одном из писем; в речи XI [IV] «К царю Гелиосу»; в речи IV [VIII] с обращением к самому себе по поводу отъезда из Галлии своего друга Саллюстия, написано в Лютеции в 358/359). Если это действительно тот Саллюстий, о нем можно утверждать, что в 361 император назначил его префектом претория в Галлии, а в 363 — консулом. Также возможно соотнесение философа с другим известным соратником Юлиана — Сатурнием Секундом Саллюстием, весьма влиятельным чиновником, префектом Востока и главным кандидатом в императоры после гибели Юлиана.

## Философия
Под именем Саллюстия остался небольшой, но важный трактат «О богах и о мире». В компактной и ясной форме трактат дает отчетливую трактовку основных проблем неоплатонизма. На основании этого трактата становится ясным многое даже у Ямвлиха, который писал много, но разбросанно и несистематично (вдобавок к тому, что триадическая диалектика мифологии Ямвлиха сохранилась в неясных фрагментах).
Саллюстий всецело стоит на позиции трех основных неоплатонических ипостасей. В трактате подробно обсуждается вопрос о вечности космоса, о его неразрушимости, о связанности с богами. В абсолютном смысле космос вообще никогда не был создан, как и не подлежит никакой гибели; космос — отражение идеального мира; идеальный мир не подлежит не только гибели, но и никаким изменениям; поэтому космос также неизменен, какими бы изменениями ни было наполнено его фактическое существование. Что касается реального космоса, то он есть только энергия идеальной потенции, то есть её материальное воплощение.
По Саллюстию, боги делятся на сверхкосмических и космических. Сверхкосмические — те, которые создают сущности, ум и души (каковое разделение есть домировая триада Ямвлиха, ср. Ямвлих, «О египетских мистериях», II 7). Космические боги, далее, делятся у Саллюстия на создающих мир (Зевс, Посейдон, Гефест), одушевляющих (Деметра, Гера, Артемида), упорядочивающих-согласователей (Аполлон, Афродита, Гермес), охраняющих (Гестия, Афина, Арес) его. Другие боги принадлежат этим двенадцати основным, например, Дионис — Зевсу, Асклепий — Аполлону, Хариты — Афродите.
Точно так же, по Саллюстию, существует двенадцать космических сфер: сфера Гестии — земля, Посейдона — вода, Геры — воздух, Гефеста — огонь, Артемиды — луна, Аполлона — солнце. Далее следуют сферы Гермеса, Афродиты, Ареса и Зевса. Это — те небесные сферы, которые обычно именуются латинскими названиями Меркурия, Венеры, Марса и Юпитера. Дальнейшая сфера, под обычным названием Кроноса (Сатурна), отнесена к Деметре. Последняя сфера эфира отнесена к Афине. Уран же, или небо, объединяет всех богов.
Далее, в нисходящем порядке системы, у Саллюстия возникает вопрос о человеческой жизни по её существу. Идеальное происхождение человека заставляет его утверждаться в добродетельной жизни, как в личной, так и в государственной. Саллюстий говорит о религиозных обязанностях человека, например о жертвоприношениях, с выводами о том, как нужно относиться к безбожникам и к преступникам.
Рассматриваются, по платоновскому образцу, правильные политические формы — царство, аристократия, и неправильные — тирания, олигархия, демократия. Зло, по канону неоплатонизма, трактуется не как реальная сила, но как отрицание и убывание добра. Развивается мысль, что боги создали мир не в силу своего «искусства» и не по своей «природе», но в смысле своей «потенции», т.о. мир вполне совечен богам. Защищается тезис о том, что в сношениях человека с богами меняются и переходят от одного действия к другому не боги, но сам человек, то приближаясь к ним, то удаляясь от них.
Вся теургическая система Саллюстия естественным образом завершается учением о душепереселении и о потустороннем блаженстве праведных.
В противоположность сирийским неоплатоникам Саллюстий, во-первых, мыслит систематически, перечисляя все необходимые для теургии диалектические категории «сверху донизу». Во-вторых, все категории у Саллюстия даются описательно без построения тщательной диалектики. Здесь нет нагромождения триад, которое в сирийском неоплатонизме было вызвано излишне принципиальной фиксацией на существе теургии. Саллюстия интересует не диалектика теургии, но сама теургия в её космическом плане.
Известнейшее выражение Саллюстия: «Миф — это то, чего никогда не было и никогда не будет, но что всегда есть».